# Asia Muhammad
Asia Muhammad (født 4. april 1991 i Long Beach, Californien, USA) er en professionel tennisspiller fra USA.